# Неокатастрофізм
Неокатастрофі́зм — ряд гіпотез, згідно з якими, важливу роль в еволюції відіграють катастрофи планетного масштабу. На відміну від катастрофізму, неокатастрофізм не пов'язаний з креаціонізмом.
Великими катастрофами, що викликають еволюційні зміни, можуть бути спалахи тектонічної активності, що призводять до появи хвиль цунамі, котрі порушують екосистеми на великих прибережних територіях. Дуже популярні уявлення про великі катастрофи, що викликаються падінням астероїдів.
Є припущення, що зміни флори і фауни на межі мезозою та кайнозою — вимирання динозаврів, масове розселення птахів і ссавців, витіснення голонасінних рослин покритонасінними — викликані саме падінням астероїда на Землю.
Припускається, що падіння тіла розміром в декілька кілометрів повинно було викликати затемнення атмосфери великою кількістю пилу, зростання тектонічної активності, глобальне похолодання. Наслідком таких кліматичних і тектонічних подій має бути масове вимирання форм, не здатних витримати такі критичні умови, і руйнування існуючих раніше екосистем.
У той же час є думка, що вимирання динозаврів на межі мезозою і кайнозою відбувалося протягом мільйонів років, тобто не пов'язане з окремою катастрофою. В цьому випадку, ймовірно, зміна флори і фауни відбувалася головним чином за рахунок більшої загальної пристосованості теплокровних хребетних в порівнянні з великими рептиліями, а також — більшою пристосованості покритонасінних порівняно з голонасінними. Можливо, що відповідно до екосистемної теорії еволюції, відбулася зміна старих екосистем на нові, з вимиранням видів, що складають колишні біоценози.
Ймовірно, що з катастрофою пов'язано і Масове пермське вимирання (неформально іменується як «Велике вимирання»,, або як «Мати всіх масових вимирань») — сформувало межу, що розділяє пермський та тріасовий геологічні періоди, тобто палеозой і мезозой, приблизно 251 400 000 років тому. Є однією з найбільших катастроф біосфери в історії Землі, що призвела до вимирання 96 % всіх морських видів, і 70 % видів річкових хребетних. Катастрофа стала єдиним відомим масовим вимиранням комах, в результаті якого вимерло близько 57 % біологічних родів і 83 % всього класу комах. Зважаючи втрати такої кількості і різноманітності біологічних видів відновлення біосфери зайняло набагато триваліший період часу в порівнянні з іншими катастрофами, що призводять до вимирання. Моделі, за якими протікало вимирання, перебувають в процесі обговорення.. Різні наукові школи припускають від одного до трьох поштовхів вимирання.